# Buri (khan)
Buri (12??-12??) was de oudste zoon van Chagatai en Ebuskun en een kleinzoon van Genghis Khan. 
Hij was een van de vier leiders van de veroveringen van Batu Khan in Rusland, Polen en Hongarije. Hij kreeg echter, samen met zijn neef Güyük, hevig aan de stok met Batu, doordat zij vonden dat Batu niet het recht had tijdens een feestmaal als eerste te klinken. Dit leidde tot een hevige ruzie, waarbij Batu door Buri en Güyük voor oude vrouw met een baard werd uitgemaakt. Hierna verlieten de twee neven Batu's tent. 
Toen Ögedei, de heersende khagan, dit hoorde, werd hij zeer kwaad op Buri en Güyük, wiens vader hij was. Hij beval deze terug te gaan naar Batu om zich te verontschuldigen en vroeg Buri zich bij zijn vader Chagatai te verantwoorden. Dit gebeurde en Buri kreeg van Chagatai te horen dat hij verkeerd gehandeld had en werd gestraft. 
De broers en neven van Buri werden de khans van het Khanaat van Chagatai. 